# Chaetomyces pinophili
Chaetomyces pinophili är en svampart som beskrevs av Thaxt. 1893. Chaetomyces pinophili ingår i släktet Chaetomyces och familjen Laboulbeniaceae.   Inga underarter finns listade i Catalogue of Life.